# Sztabka złota

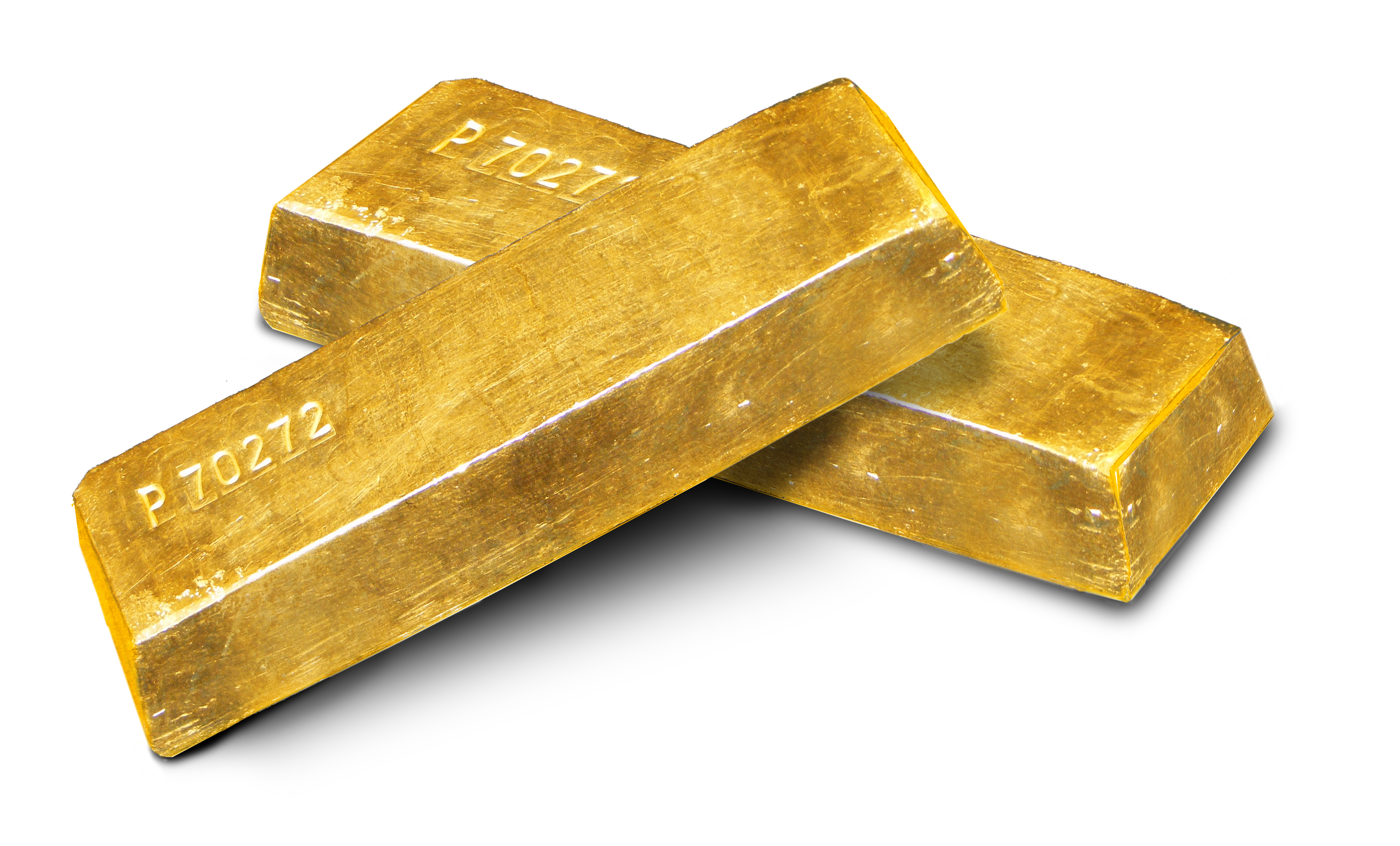
Standardowe 400-uncjowe sztabki złota (tzw. Good Delivery)

Sztabka złota – regularna bryła złota kształtu zbliżonego do prostopadłościanu. Mogą składać się z czystego złota (o zawartości zanieczyszczeń 1:1000 lub nawet 1:10 000) lub ze stopu z innym metalem.

## Standardowe sztabkiGood Delivery
Najczęściej spotykane są sztabki o wadze 400 uncji jubilerskich trojańskich (400 × 31,1 gramów = 12,44 kg). Podstawowa jednostka rozliczeniowa w międzybankowym (i międzynarodowym) obrocie złotem. Tę samą jednostkę stosuje się również na giełdach.
Sztabki złota o masie 400 uncji spełniają tzw. standard Good Delivery. Jest to standard ustalony przez organizację London Bullion Market Association, który wymaga m.in. aby sztabki miały masę pomiędzy 350 a 420 uncji i próbę co najmniej 995. W takiej właśnie postaci fizyczne złoto wymieniane jest pomiędzy bankami i dużymi instytucjami handlującymi metalami szlachetnymi.

## Inne sztabki

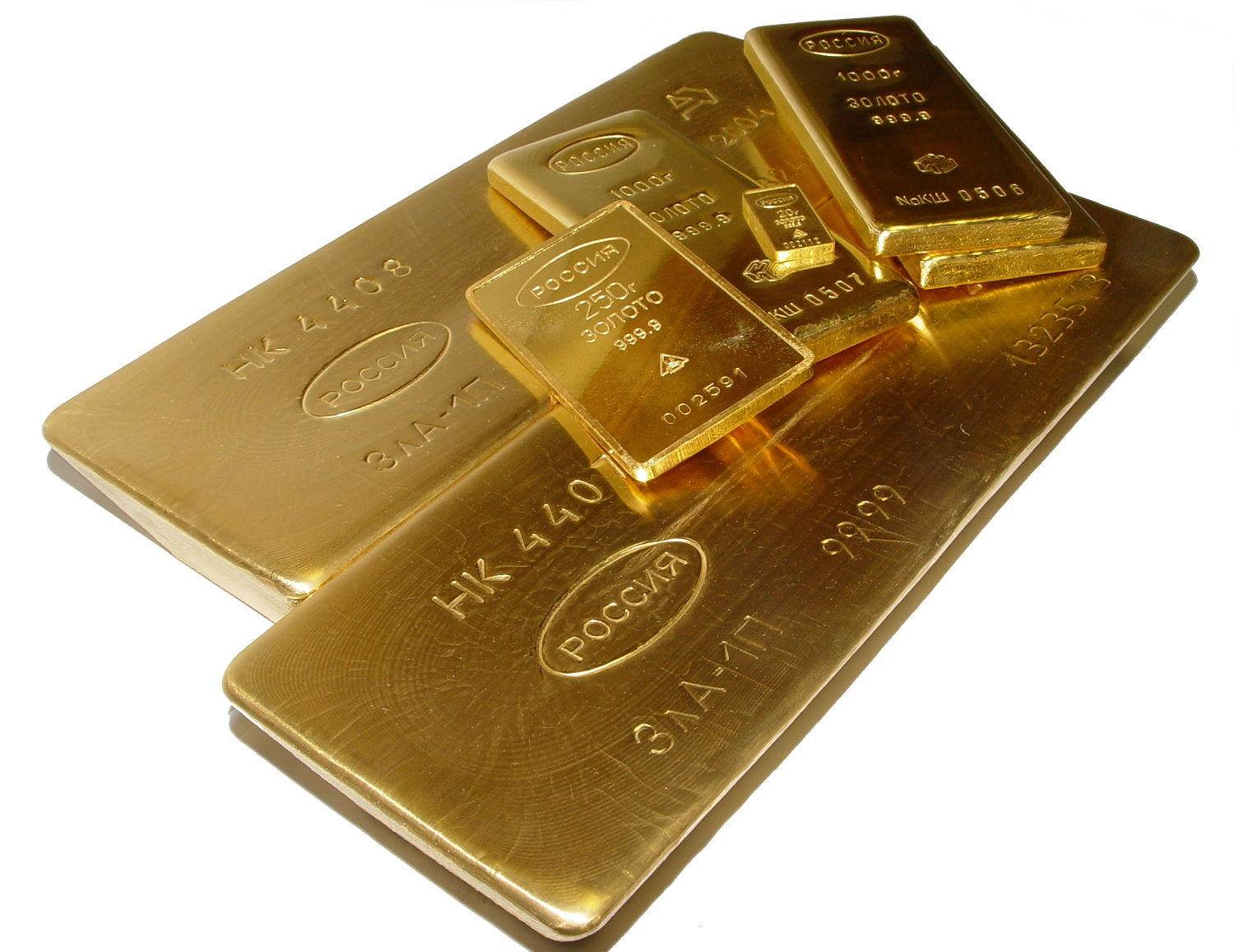
Sztabki złota o różnej masie (w układzie SI)

Spotykane są także sztabki o innej masie, np. 1 kg. W ostatnich latach w krajach, gdzie wprowadzono metryczny system miar spotyka się sztabki o masie podanej w gramach, np. 1 g, 5 g, 50 g, 250 g.
W krajach arabskich, Indiach i Singapurze popularne są sztabki o masie wyrażanej w tradycyjnej jednostce 1 tola, ustandaryzowanej jako 5/8 uncji trojańskiej.
W krajach arabskich spotykane są także sztabki o masie 1 dinar, równej standardowo 1/7 uncji trojańskiej.

## Sztabki okrągłe

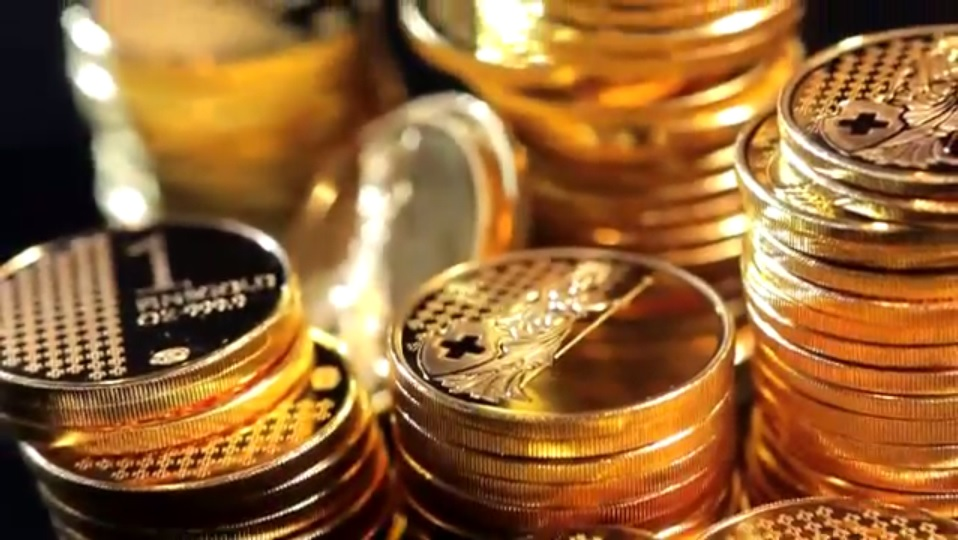
Sztabki okrągłe o masie 1oz

Istnieją również okrągłe wyroby ze złota przypominające monetę, jednak niespełniające prawnej definicji monety i z tego względu nazywane sztabkami okrągłymi (ang. round bar). Nie jest to sztaba w sensie hutnicznym. Są one potocznie nazywane monetami i handluje się nimi na równi z monetami bulionowymi. Sztabki takie mają na ogół wagę będącą podwielokrotnością uncji trojańskiej (jak monety bulionowe), np. 1oz, 1/2oz, 1/4oz, 1/10oz.

## Rekordowa sztaba

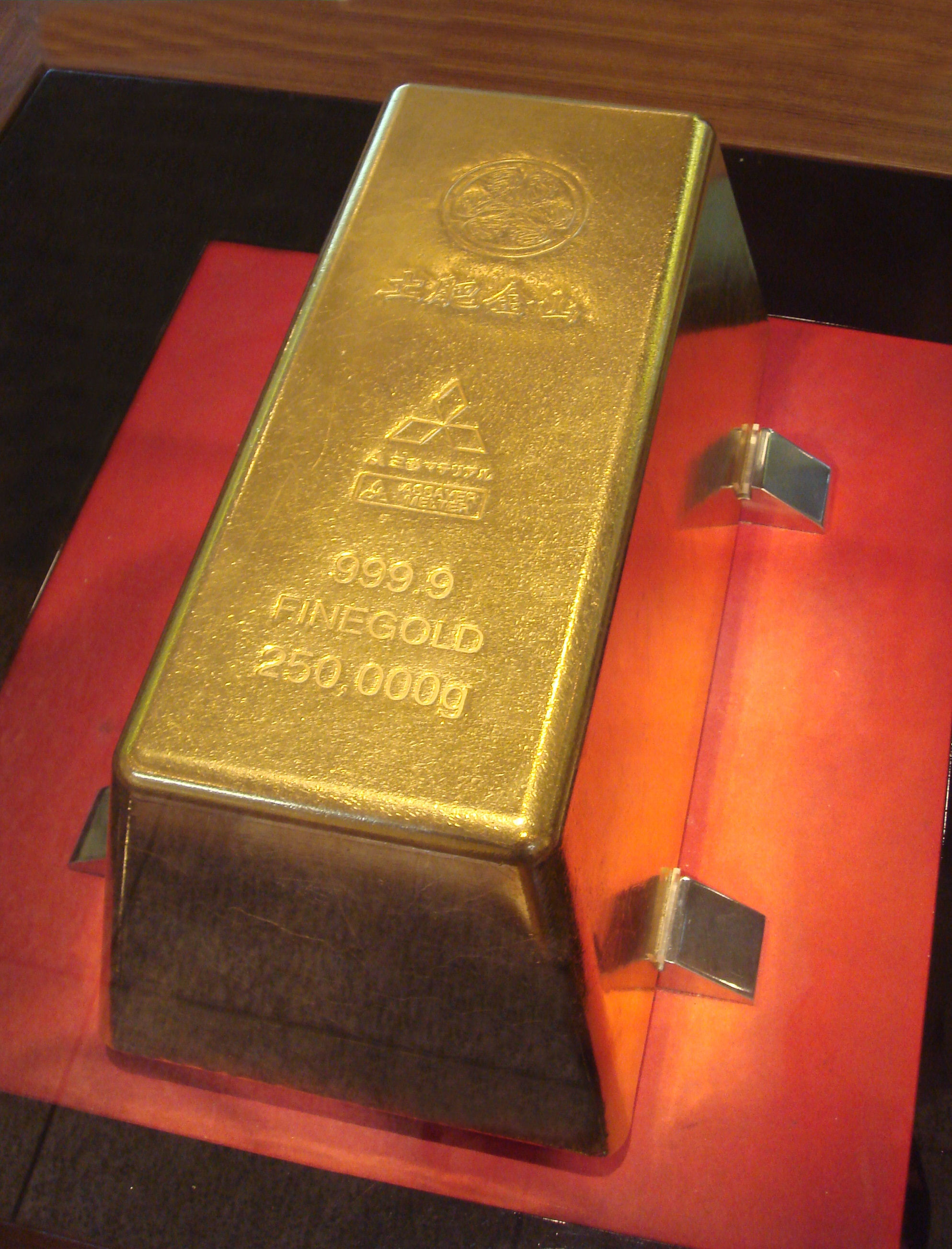
Największa sztaba złota o masie 250 kg w Muzeum Złota w Toi

Największa sztabka złota na świecie ma masę 300,12 kg i próbę 999,9. Została wytopiona w 2024 roku w Zjednoczonych Emiratach Arabskich przez Emirates Minting Factory.